# Francisco Javier Planas de Tovar
Francisco Javier Planas de Tovar (Puerto Príncipe, 7 d'agost - Madrid, 9 de setembre de 1964) fou un militar espanyol,governador civil de les províncies de Saragossa i València durant la dictadura franquista. Destacat per la repressió sistemàtica i cruenta que va dur a terme en l'última província, va ser conegut com a «ganes de destorbar», pel seu zel.

## Biografia
Va néixer el 7 d'agost de 1883 a Puerto Príncipe (Cuba). Va fer carrera com a militar africanista en les campanyes del Marroc, si bé es va especialitzar en tasques d'ordre públic. En 1931 va ser retirat de servei degut les reformes de Manuel Azaña. Després del cop d'estat del 18 de juliol de 1936 es va unir a les forces rebels. Va exercir de governador civil de Saragossa entre 1938 i 1939. Nomenat per al càrrec de governador civil de la província de València, va exercir aquest càrrec entre el 31 de març de 1939 i el 14 d'abril de 1943, destacant pel seu caràcter repressiu. També va prestar importància durant el seu mandat a la conscienciació de les masses. Durant el seu mandat a València foren executades 2.833 persones a les comarques valencianes, el 95,06% del total d'execucions que hi va haver des de la fi de la guerra fins al 1956. El setembre de 1944 fou nomenat Delegat Nacional de Serveis Documentals sota dependència de Luis Carrero Blanco fins 1946, quan fou nomenat delegat del govern per taxes i abastiments. Des de maig de 1946 fins a la seva mort fou procurador en Corts designat directament pel Cap d'Estat.
Va morir a l'Hospital Militar «Gómez Ulla» en 1964.